# ثور بيدرسن
ثور بيدرسن (بالنرويجية البوكمول: Thor Pedersen)‏ هو مجدف نرويجي، ولد في 31 أغسطس 1924 في برغن في النرويج، وتوفي في 15 أغسطس 2008 في Gräsmark ‏ في السويد.

## وصلات خارجية
- ثور بيدرسن على موقع الاتحاد الدولي للتجديف (الإنجليزية)
- ثور بيدرسن على موقع اللجنة الأولمبية الدولية (الإنجليزية)
- ثور بيدرسن على موقع أوليمبيديا (الإنجليزية)